# Takako Iida
Takako Iida (jap. 高子 飯田 Iida Takako; ur. 3 lutego 1946 w Yatomi) – japońska siatkarka. Dwukrotna medalistka olimpijska.
Mierząca 174 cm wzrostu zawodniczka znajdowała się w składzie srebrnych medalistek olimpijskich w Monachium. W 1976 w Montrealu znalazła się wśród triumfatorek olimpiady. Była srebrną (1970) i złotą (1974) medalistką mistrzostw świata.